# جي.إل. داوكنز
جي.إل. داوكنز هو سياسي أمريكي، ولد في 25 نوفمبر 1935 في مقاطعة كومبرلاند في الولايات المتحدة، وتوفي في 30 مايو 2000 في فاييتفيل في الولايات المتحدة.